# Grafkunst
Grafkunst, of funeraire kunst, is een artistieke uitdrukking die zich richt op het creëren van monumenten en gedenktekens ter ere van overledenen. Het heeft een rijke geschiedenis die teruggaat tot de oudheid. Het heeft zich in de loop der tijd ontwikkeld en aangepast aan verschillende culturele en historische contexten. 

## Historische ontwikkeling

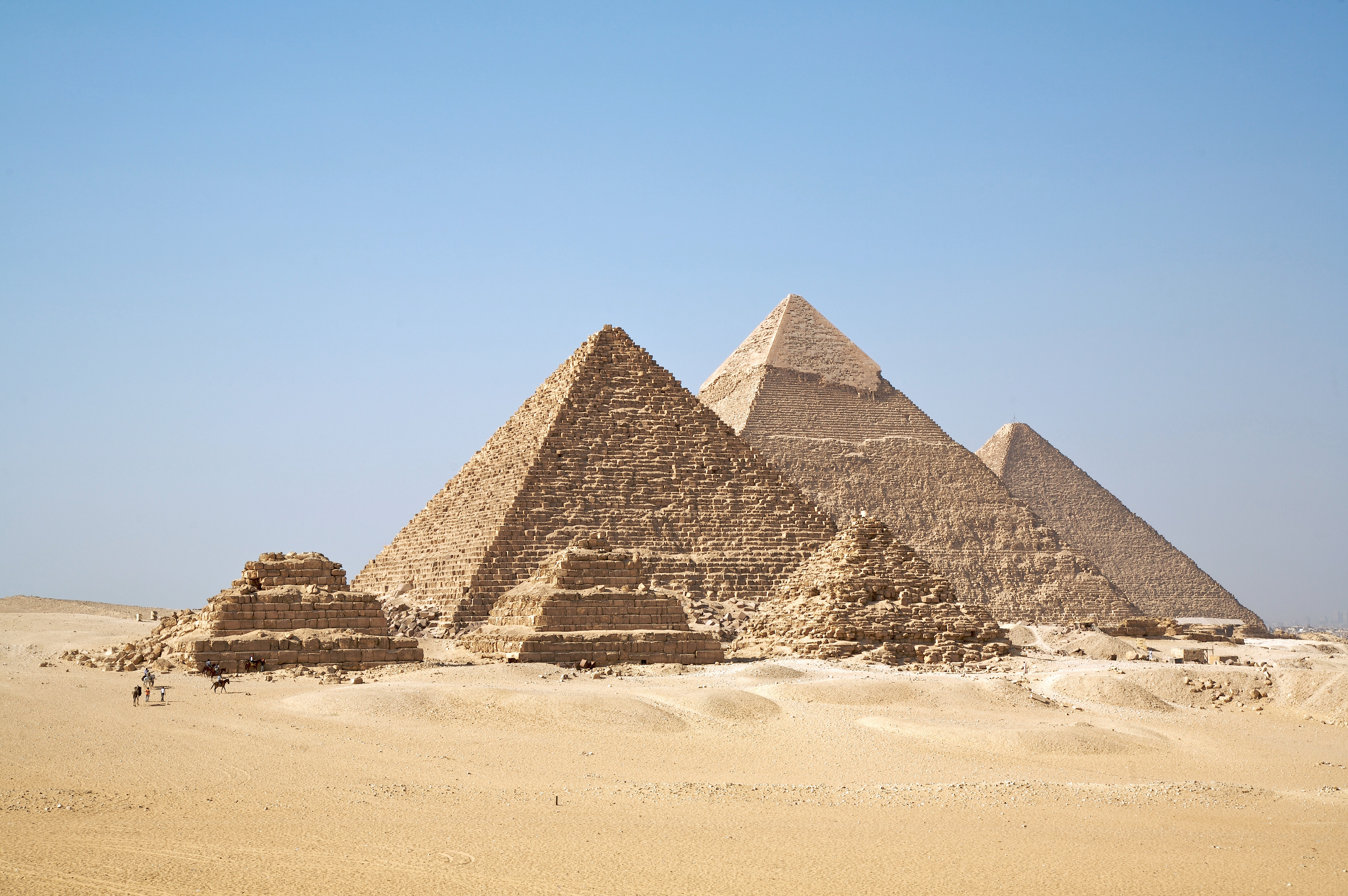
Piramiden van Gizeh

Monumentale grafkunst vormt een onderdeel in de geschiedenis van de kunst en de menselijke beschaving. De oudste en meest bekende voorbeelden zijn de indrukwekkende piramides die de oude Egyptenaren bouwden ter ere van hun farao's. Toen al plaatsten Egyptenaren ook kleinere grafmonumenten op de graven van mensen uit de hogere kringen. 
Deze vorm van grafkunst omvatte de creatie van indrukwekkende en vaak monumentale structuren ter ere van de overledenen. Kenmerken en voorbeelden van monumentale grafkunst in de oudheid zijn o.a.:
- Eeuwige rustplaatsen  Monumentale grafkunst werd vaak gebruikt om de graven van heersers, koningen, farao's en andere belangrijke figuren te markeren. Deze monumenten waren bedoeld om een eeuwige rustplaats te bieden en de herinnering aan de overledene te eren.
- Architecturale pracht  Deze grafmonumenten waren vaak indrukwekkende architectonische meesterwerken, gekenmerkt door hun omvang, complexiteit en schoonheid.
- Religieuze en spirituele betekenis  In veel gevallen waren deze monumenten doordrenkt met religieuze en spirituele symboliek. Ze werden vaak geassocieerd met het geloof in het leven na de dood en dienden als een brug tussen de wereld van de levenden en de doden.

## Voorbeelden van monumentale grafkunst in de Oudheid
- De Egyptische piramiden: De piramiden van Egypte zijn iconische voorbeelden van monumentale grafkunst uit de oudheid. Deze massieve structuren werden gebruikt als graftombes voor farao's en bevatten vaak kostbare schatten en kunstwerken die de overledene begeleidden naar het hiernamaals.

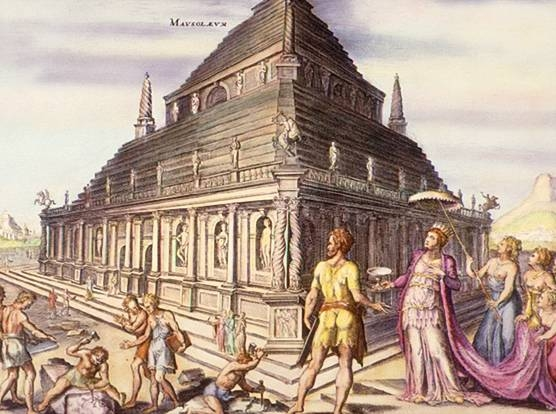
Het Mausoleum van Halicarnassus, afgebeeld door de 16e-eeuwse Nederlandse schilder Maarten van Heemskerck

- Mausoleum van Halicarnassus: Dit monument, gelegen in het oude Halicarnassus (het moderne Bodrum in Turkije), was een van de zeven wonderen van de antieke wereld. Het diende als de laatste rustplaats van Mausolus, een Carische satraap, en zijn echtgenote Artemisia.

- De Taj Mahal: Hoewel niet uit de oudheid, is de Taj Mahal in India een uitstekend voorbeeld van monumentale grafkunst. De Taj Mahal is ontworpen door de Perzische architect Ustad Ahmad Lahori. De bouw van dit prachtige mausoleum begon in 1632 in opdracht van keizer Shah Jahan ter nagedachtenis aan zijn overleden vrouw Mumtaz Mahal.

Monumentale grafkunst uit de oudheid getuigt van de artistieke verfijning, technische bekwaamheid en culturele betekenis van oude beschavingen. Deze monumenten blijven tot op de dag van vandaag bewonderd worden als indrukwekkende prestaties van menselijke creativiteit en als een tastbare erfenis van onze geschiedenis.

## Grafkunst voor vorsten en adel
Grafkunst voor vorsten en adel in Europa gaat terug tot de middeleeuwen en renaissance periodes. Deze vorm van kunst diende om de status en macht van vorsten, koningen, koninginnen en andere leden van de adel te benadrukken en hun nalatenschap te eren. Voor ambachtslieden en later kunstenaars was het bron van werk en inkomsten.

### Kenmerken
- Pracht en praal  Grafmonumenten voor vorsten en adel waren vaak ware kunstwerken gekenmerkt door een overvloed aan prachtige materialen en decoratieve elementen. Ze werden vaak gemaakt van dure materialen als marmer, albast, brons, en andere exclusieve materialen. Vaak werden ze rijkelijk versierd met beeldhouwwerk, reliëfs, en ingewikkelde gravures.

- Symboliek Grafkunst was doordrenkt met symboliek die de status en deugden van de overledenen benadrukte. Beeldhouwwerken en reliëfs zouden vaak verwijzen naar religieuze thema's, deugden zoals moed en rechtvaardigheid, of historische gebeurtenissen die relevant waren voor de vorst of adellijke persoon.

- Familie-erfgoed Grafmonumenten dienden ook als een manier om de familiebanden en dynastieke erfenis van vorsten en adel te benadrukken. Ze bevatten vaak afbeeldingen van familieleden en wapenschilden die de genealogie van de betrokkenen illustreerden.

### Voorbeelden van Grafkunst

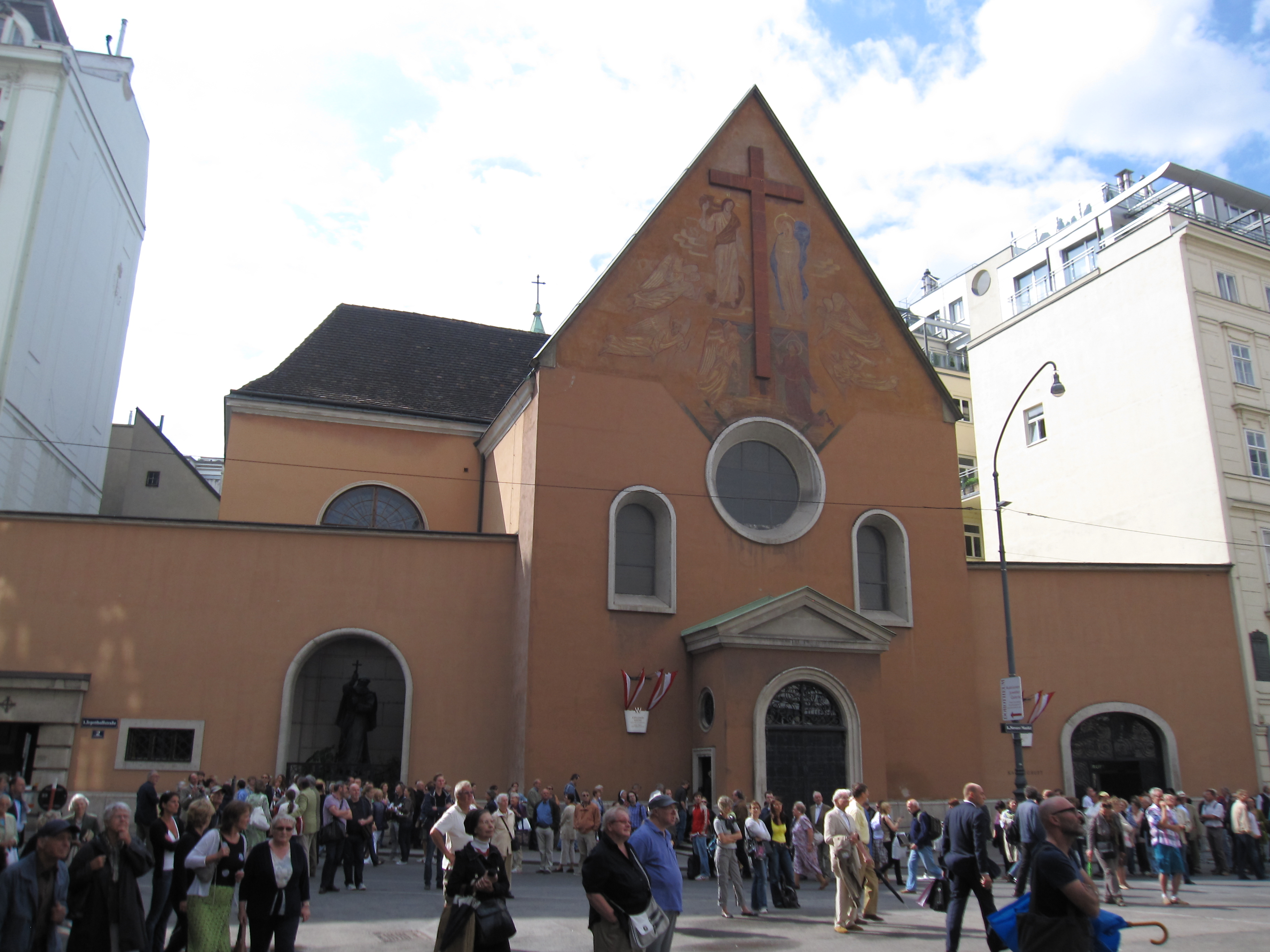
Habsburgse Mausoleum in de Kapuzinergruft in Wenen

##### Het Habsburgse Mausoleum
Dit mausoleum in de Kapuzinergruft in Wenen, Oostenrijk, is de laatste rustplaats van vele leden van het Habsburgse huis, waaronder keizers en keizerinnen van het Heilige Roomse Rijk. De tombes zijn indrukwekkend versierd met marmeren beelden en ornamenten.

###### betrokken kunstenaars
- Matthias Steinl (1633-1727) Oostenrijkse barokbeeldhouwer .

- Balthasar Ferdinand Moll (1717-1785): Laat barokke en vroege neoclassicistische beeldhouwer. Hij werkte aan meerdere grafmonumenten in de Kapuzinergruft, waaronder het monument voor Maria Theresia en keizer Frans I.

- Antonio Canova (1757-1822): Italiaanse neoclassicistische beeldhouwer Hij werkte aan het monument voor aartshertogin Maria Christina van Oostenrijk,

#### De Valois-kapel
Deze kapel, gelegen in de koninklijke residentie van de Franse koningen in Parijs, de Sainte-Chapelle, bevat grafmonumenten van leden van het Huis Valois, een Franse koninklijke dynastie. De monumenten zijn uitgevoerd in prachtig gotische stijl.

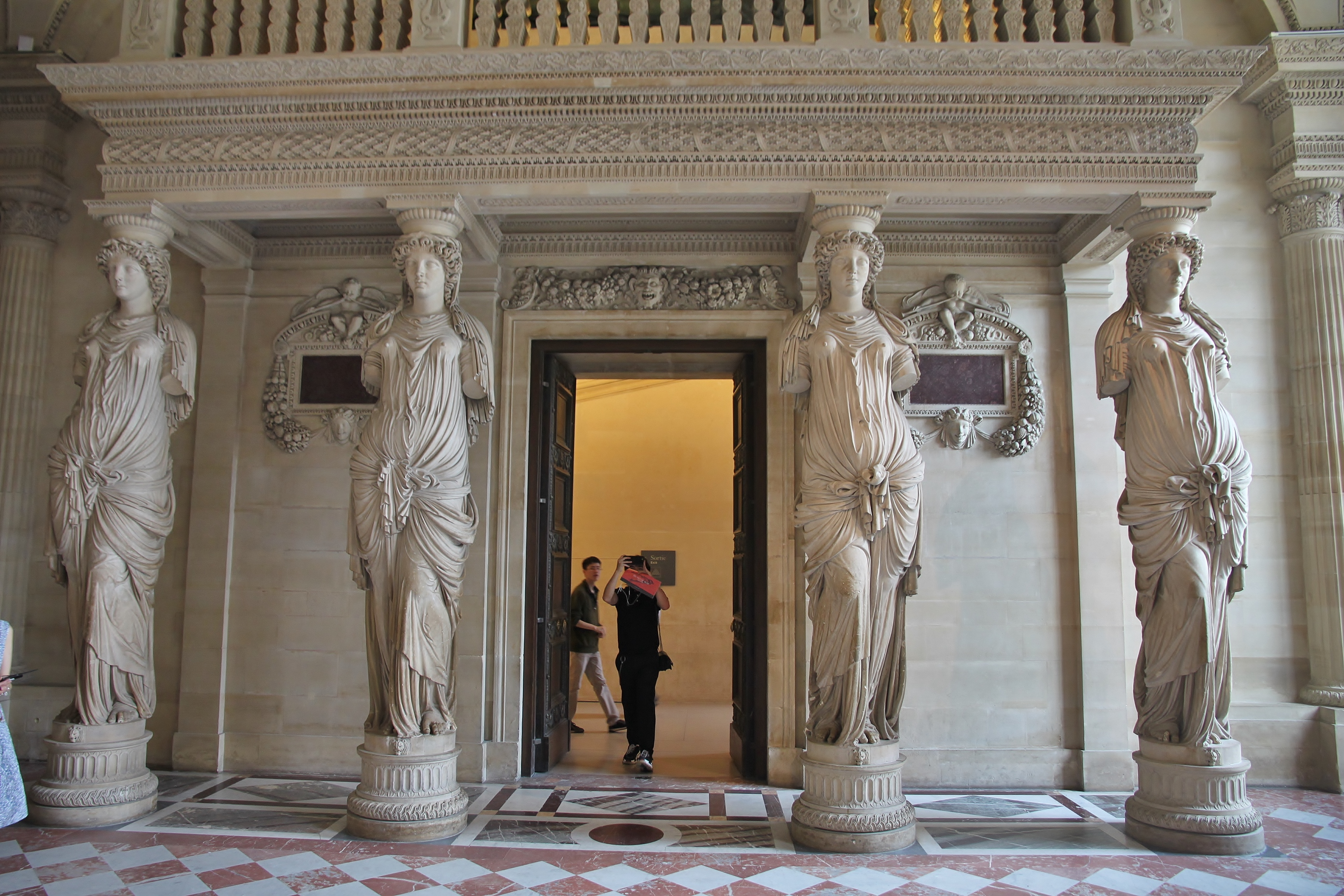
Caryatides, werk van Jean Goujon in het Louvre (1550–51)

###### Betrokken kunstenaars
- Jean Goujon (ca. 1510-1565)
- Philibert de l'Orme (ca. 1510-1570)
- Germain Pilon (ca. 1525-1590)

##### Het Engelse Mausoleum in Frogmore
Dit mausoleum  bevindt zich op het terrein van Windsor Castle in Engeland en is de laatste rustplaats van koningin Victoria en prins Albert, evenals andere leden van de Britse koninklijke familie. De marmeren sculpturen en gedetailleerde decoraties getuigen van de Victoriaanse esthetiek.

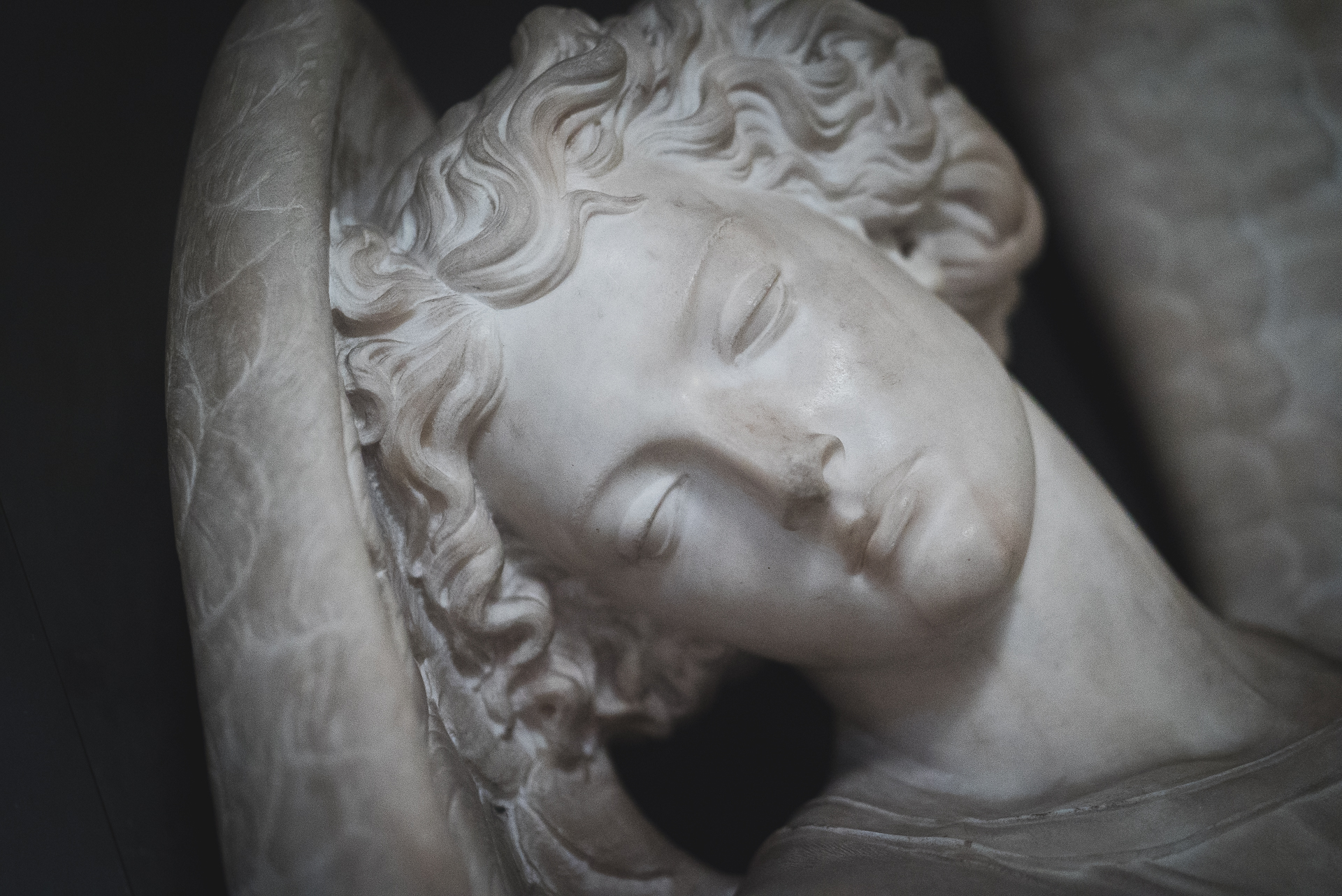
Carlo Marochetti - grafwerk in St Paul's Cathedral

###### Betrokken kunstenaars
- George Rennie (1791-1866): Schotse beeldhouwer
- Baron Carlo Marochetti (1805-1867): Italiaanse beeldhouwer (het beeld van prins Albert in gebed).
- Sir Edgar Boehm (1834-1918 Oostenrijke beeldhouwer (de beelden van koningin Victoria en prins Albert)

Grafkunst voor vorsten en adel in Europa is niet alleen een weerspiegeling van artistieke uitmuntendheid, maar ook van de sociale en politieke geschiedenis van de Europese landen. Deze monumenten blijven een belangrijk cultureel erfgoed en getuigenis van de heersende klasse uit het verleden.

## Oorlogsmonumenten voor slachtoffers
Oorlogsmonumenten is een vorm van grafkunst die wel de doden gedenkt, maar vaak niet op een begraafplaats of ere veld staat. De evolutie van oorlogsmonumenten, van de Frans-Duitse Oorlog tot de Eerste en Tweede Wereldoorlog, weerspiegelt de veranderende aard van oorlogsvoering en de manier waarop samenlevingen omgaan met het herdenken van degenen die hun leven hebben gegeven in conflictsituaties. Aanvankelijk waren gesneuvelden anoniem, maar naarmate de tijd vorderde kregen monumenten steeds vaker de namen van de soldaten die hun leven op het slagveld hadden opgeofferd. Om zo de herinnering aan hen te eren en te bewaren. Deze monumenten dienen als krachtige herinneringen aan het belang van vrede, vrijheid en menselijke solidariteit.

### Frans-Duitse Oorlog (1870-1871)
De Frans-Duitse Oorlog markeert een belangrijk moment in de ontwikkeling van oorlogsmonumenten in Europa. Na deze oorlog werden individuele soldaten voor het eerst op grote schaal herdacht in oorlogsmonumenten. Dit was een gevolg van de bepalingen van het Verdrag van Frankfurt (1871), dat bepaalde dat elke soldaat een permanente rustplaats moest krijgen. Dit leidde tot de creatie van begraafplaatsen en monumenten die specifiek waren gewijd aan de herdenking van degenen die waren omgekomen in de strijd. Deze vroege oorlogsmonumenten waren vaak bescheiden en functioneel van aard, met eenvoudige grafstenen en kruisen om de gesneuvelde soldaten te eren.

### Eerste Wereldoorlog (1914-1918)

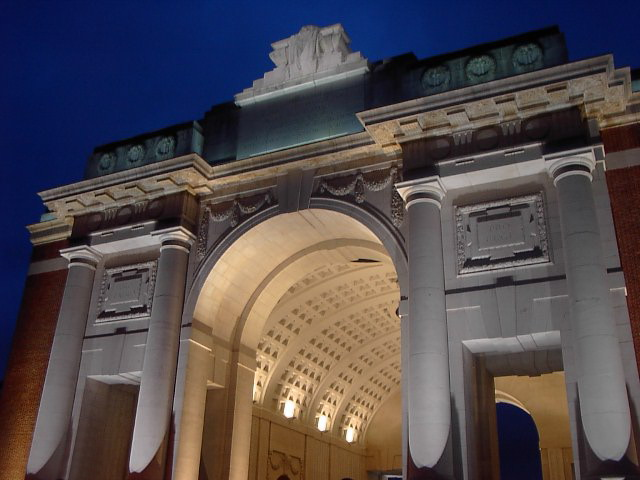
Menenpoort in Ieper

De Eerste Wereldoorlog, die werd gekenmerkt door de enorme omvang van gesneuvelde soldaten en de industrialisatie van de oorlogsvoering, bracht een nieuwe fase in de evolutie van oorlogsmonumenten met zich mee. De massale slachtingen aan het westelijke front en elders resulteerden in een groeiend besef van de noodzaak om de omvang van het leed te herdenken. Dit leidde tot de oprichting van grootschalige oorlogsmonumenten, zoals de Menenpoort in Ieper, België, en het Cenotaaf in Londen, die niet alleen individuele soldaten eerbiedigden, maar ook de verschrikkingen van de oorlog als geheel symboliseerden. Deze monumenten omvatten vaak de namen van degenen die hun leven verloren in de oorlog.

### Tweede Wereldoorlog (1939-1945)
De Tweede Wereldoorlog bracht opnieuw enorme verliezen met zich mee en versterkte het belang van oorlogsmonumenten als middel om de herinnering aan de gevallenen levend te houden. Naast traditionele monumenten begon de nadruk te verschuiven naar educatieve en interactieve herdenkingscentra, musea en gedenkplaatsen.

#### Holocaust
De Holocaustmonumenten, zoals het Holocaustmonument in Berlijn, werden opgericht om de gruwelen van de Holocaust te herdenken en als een krachtige waarschuwing tegen genocide en haat.

##### Holocaustmonumenten

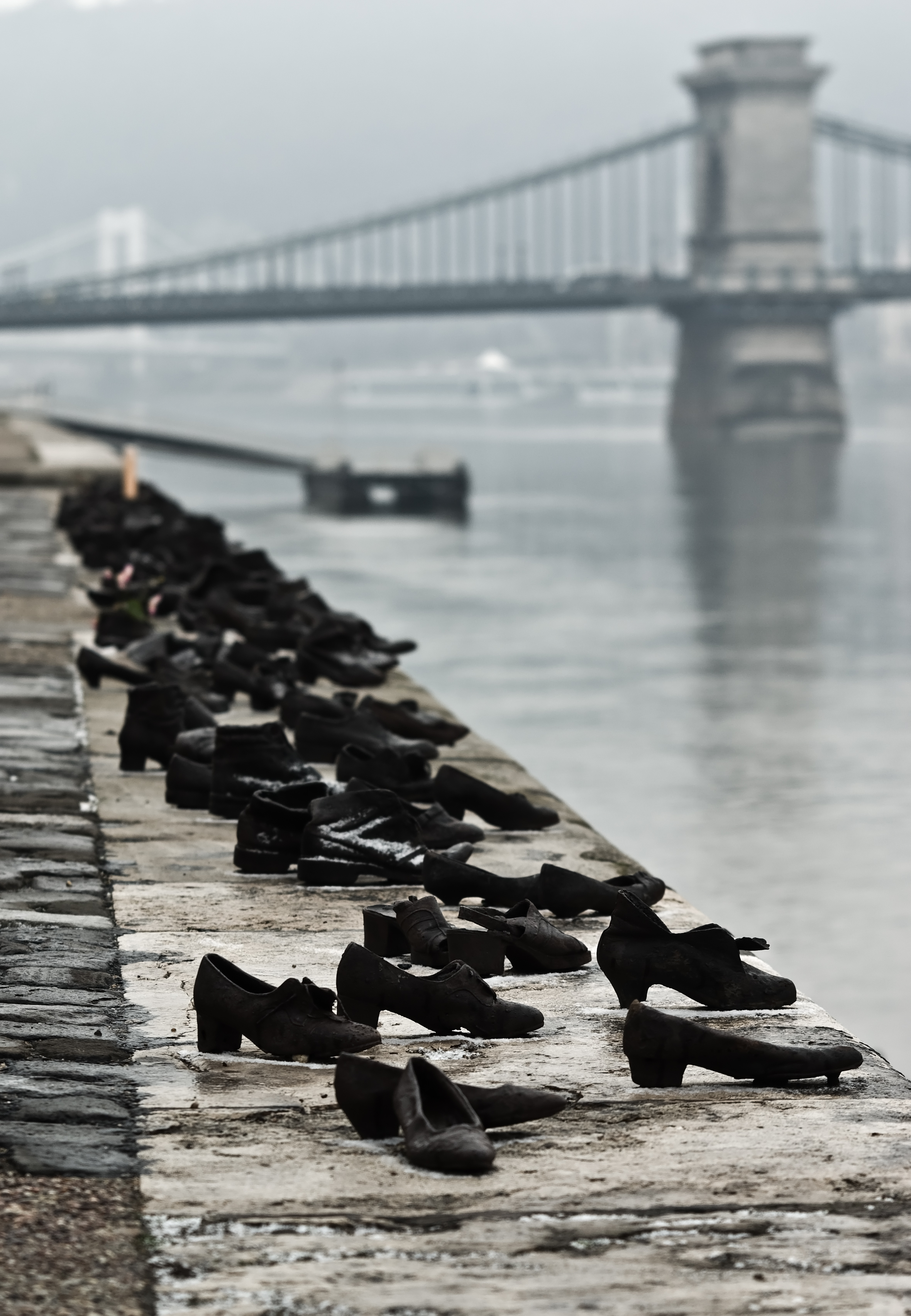
Schoenen op de Donaukade

Holocaustmonumenten zijn gedenktekens die zijn opgericht ter herdenking van de slachtoffers van de Holocaust, een van de meest tragische en afschuwelijke gebeurtenissen in de moderne geschiedenis. De Holocaust, uitgevoerd tijdens de Tweede Wereldoorlog door nazi-Duitsland en zijn collaborateurs, resulteerde in de systematische genocide van zes miljoen Joden, evenals de vervolging en moord op vele anderen, waaronder Roma, gehandicapten, politieke dissidenten en homoseksuelen.
Holocaustmonumenten zijn opgericht over de hele wereld om de herinnering aan de slachtoffers levend te houden en om de wereld eraan te herinneren wat er is gebeurd, met als doel het voorkomen van toekomstige genocide en het bevorderen van tolerantie en begrip. Enkele van de belangrijkste Holocaustmonumenten zijn onder andere:
- Holocaustmonument in Berlijn (Denkmal für die ermordeten Juden Europas): Dit opvallende monument in het hart van Berlijn bestaat uit een veld van 2.711 betonnen stelen van verschillende hoogtes en wordt beschouwd als een krachtige uitdrukking van rouw en herdenking.
- Yad Vashem in Jeruzalem, Israël: Yad Vashem is het officiële Holocaustherdenkingscentrum van Israël en omvat een museum, een herdenkingsmuur, de Hal van de Namen en het Monument voor de Kinderen. Het is een van de meest uitgebreide Holocaustmonumenten ter wereld.
- Schoenen op de Donaukade (Cipők a Duna-parton) in Boedapest, Hongarije: Dit gedenkteken bestaat uit bronzen schoenen langs de oever van de Donau en herdenkt de slachtoffers van de Holocaust in Hongarije, velen van hen zijn in de Donau geworpen.
- Auschwitz-Birkenau in Polen: Dit voormalige concentratie- en vernietigingskamp is nu een UNESCO-werelderfgoedlocatie en een belangrijk herdenkings- en educatief centrum. Het omvat onder andere de overblijfselen van de gaskamers en de barakken waarin gevangenen werden vastgehouden.
- United States Holocaust Memorial Museum in Washington, D.C.: Dit museum, opgericht in de Verenigde Staten, heeft als doel het bewustzijn van de Holocaust te vergroten en educatieve programma's aan te bieden om de gruwelen van de genocide te begrijpen en te voorkomen.
- Herdenkingsboom in Boedapest[2]: Een gigantische stalen treurwilg met op ieder blaadje de naam van een vermoorde Hongaarse Joodse familie.

## Grafkunst voor de elite en rijken
Grafkunst voor de elite en rijken in Europa weerspiegelt de rijkdom, macht en esthetische smaak van de bovenklasse gedurende verschillende tijdperken. Deze vorm van kunst omvat de creatie van opvallende en vaak weelderige grafmonumenten en begraafplaatsen voor koningen, koninginnen, aristocraten en andere welgestelde individuen.

#### Kenmerken van Grafkunst voor de elite en rijken
Grafmonumenten voor de elite en rijken waren vaak indrukwekkende architectonische meesterwerken, gekenmerkt door hun omvang, complexiteit en prachtige details. Ze werden vaak ontworpen door vooraanstaande architecten en kunstenaars van hun tijd en gebouwd met behulp van hoogwaardige materialen zoals marmer, graniet en brons.
Deze grafkunst was doordrenkt met symboliek en allegorische elementen die de deugden, het leven en de prestaties van de overledene benadrukten. Beeldhouwwerken en gravures illustreerden vaak mythologische verhalen, religieuze thema's of historische gebeurtenissen die relevant waren voor de persoon die werd geëerd.
Grafkunst voor de elite en rijken omvatte vaak familiegraven en mausolea, waarin meerdere generaties van een adellijke familie werden bijgezet. Deze mausolea waren vaak prachtige en uitgebreide structuren die dienden als het laatste rustplaats voor de hele familie.

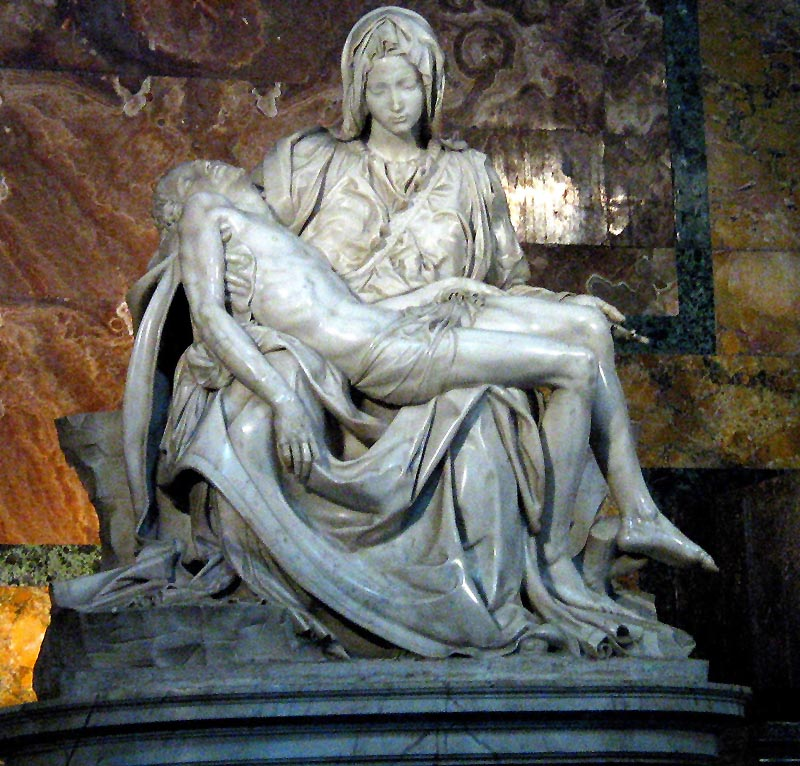
Michelangelo Buonarroti, Pietà, 1499, Sint Pieter, Rome, hoogte 174 cm

#### 10 bekende beeldhouwers die aan grafmonumenten hebben gewerkt
1. Michelangelo Buonarroti (1475-1564): Michelangelo een van de meest invloedrijke beeldhouwers uit de Renaissance. Hij maakte o.a. het monument voor paus Julius II in de Basiliek van San Pietro in Vincoli, Rome.
2. Donatello (ca. 1386-1466): Donatello, prominente Renaissance-beeldhouwer, werkte aan het graf van Giovanni Crivelli in de Santa Maria Gloriosa dei Frari in Venetië.
3. Andrea del Verrocchio (1435-1488): graf van Pier Soderini in Florence.
4. Antonio Canova (1757-1822): neoclassicistische beeldhouwer en creëerde het graf van keizerin Maria Christina van Oostenrijk in de Augustijnenkerk in Wenen.
5. Auguste Rodin (1840-1917): beroemde Franse beeldhouwer, werkte aan het graf van Victor Noir op het Père-Lachaise kerkhof in Parijs.
6. Alessandro Algardi (1598-1654): barokke beeldhouwer, werkte aan het monument voor paus Leo XI in de Sint-Pietersbasiliek in Rome.
7. Gian Lorenzo Bernini (1598-1680): barokke kunstenaar, creëerde het grafmonument voor paus Alexander VII in de Sint-Pietersbasiliek.
8. Jean-Baptiste Pigalle (1714-1785): Franse beeldhouwer monument voor graaf Lally-Tollendal in de Église de la Madeleine in Parijs.
9. Karl Friedrich Schinkel (1781-1841): Duitse architect en beeldhouwer, bekend om zijn ontwerp van het graf van koningin Louise van Pruisen in Charlottenburg, Berlijn.
10. Jacob Epstein (1880-1959): Britse beeldhouwer, graf van Oscar Wilde op Père-Lachaise in Parijs.

## Hedendaagse grafkunst
Hedendaagse grafkunst omvat de creatie van moderne grafmonumenten en gedenktekens. Deze kunstvorm evolueert met de tijd en weerspiegelt de diversiteit van menselijke ervaringen, variërend van traditionele beeldhouwwerken tot conceptuele uitdrukkingen. 

### Internationale beeldhouwers die bekende herdenkingsmonumenten maken
- Daniel Libeskind, Holocaust Namenmonument Amsterdam
- Maya Lin, Vietnam Veterans Memorial in Washington DC
- Ronald Westerhuis, MH17-monument
- Peter Eisenman, Holocaustmonument Berlijn
- Kenneth Treister, Holocaust Memorial Miami: Dit monument bestaat uit een doolhof van witte zuilen en beeldhouwwerken die de Holocaust herdenken.

## Grafkunst voor de gewone burger
Waar grafkunst vroeger voorbehouden was aan de welgestelden en machtigen, is het nu ook toegankelijk voor de gemiddelde burger. Kunstenaars en beeldhouwers bieden nu de mogelijkheid tot het creëren van gepersonaliseerde grafkunstwerken op verzoek. Deze trend sluit aan bij de groeiende behoefte om zichzelf te uiten, zelfs na het overlijden. Het lijkt duidelijk dat deze ontwikkeling samenhangt met de toenemende individualisering in de samenleving.
Begraafplaatsen ervaren een afname van het traditionele begraven omdat steeds meer mensen kiezen voor crematie. Cremeren is populair om verschillende redenen, het is goedkoper dan begraven en een grafmonument of grafsteen is duurder dan een urn. Grafkunst draagt bij aan het aantrekkelijker maken van begraven en mede daarom hebben begraafplaatsen regels ingevoerd die meer persoonlijke expressie toestaat. Dit heeft gezorgd voor een diversiteit aan gepersonaliseerde grafkunstwerken op begraafplaatsen.

### Grafkunstenaars in Nederland

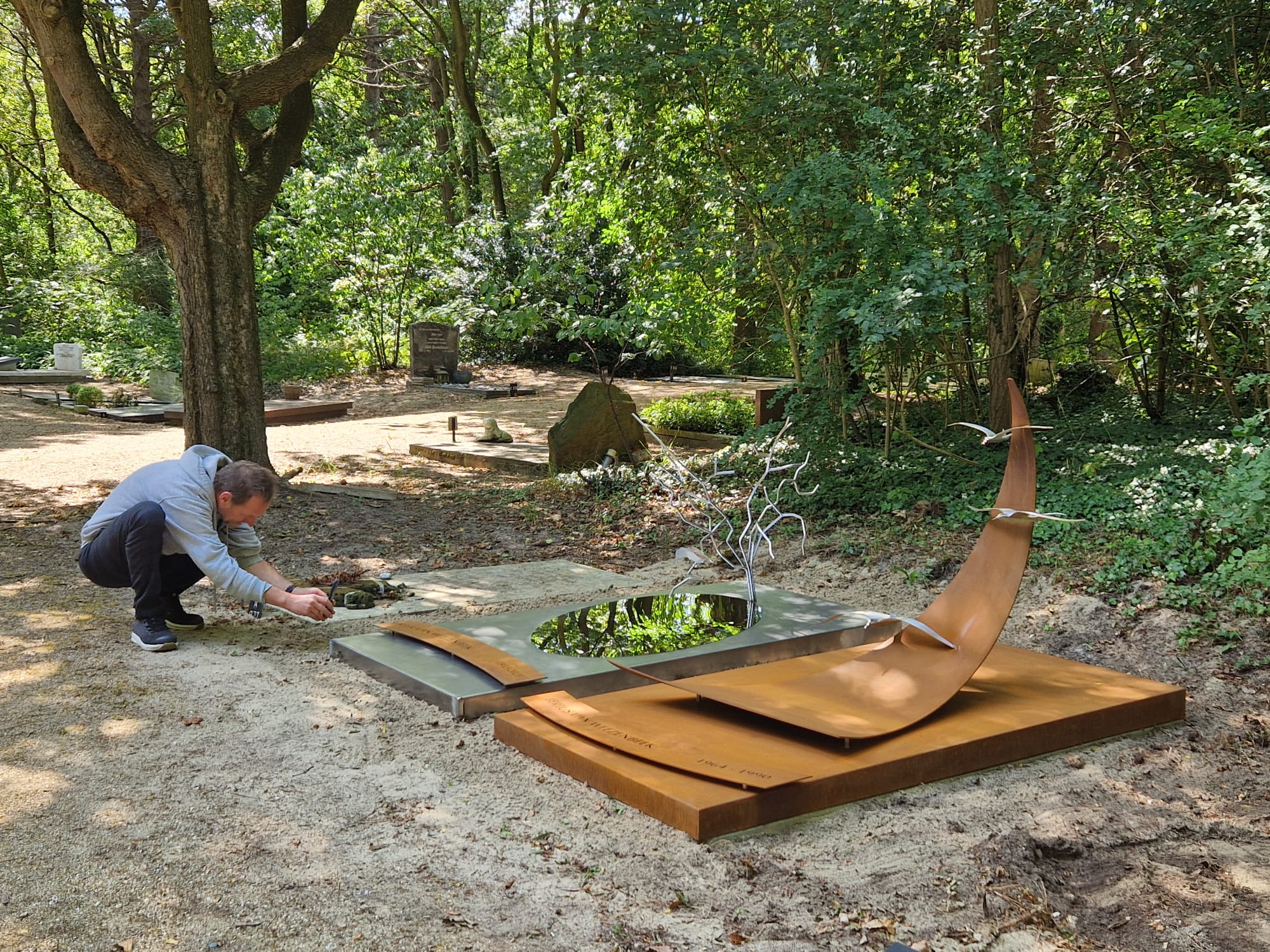
Twee grafkunstwerken van resp. Jeroen Stok en Christine Kortland op de begraafplaats in Rockanje

Moderne kunstenaars spelen ook in Nederland een cruciale rol in het vernieuwen van grafkunst. Ze gebruiken moderne materialen en technologieën voor unieke, emotioneel aansprekende gedenktekens, en sommigen dragen bij aan bredere maatschappelijke boodschappen met hun werk. Stichting Memento Gedenkbeelden Voor veel kunstenaars is grafkunst een klein onderdeel van hun werk. Slechts een beperkt aantal grafkunstenaars is voltijds bezig met grafkunst. Beeldhouwer Marianne van den heuvel bijvoorbeeld maakt monumentaal werk in natuursteen en brons.